# Alice In Chains-diszkográfia
Az Alice In Chains 5 stúdióalbumot, 3 középlemezt, két élő albumot, egy dobozos kiadványt, 4 videót, 25 videóklipet és 28 kislemezt jelentetett meg.

## Stúdióalbumok
- Facelift (1990. augusztus 21.) 2-szeres platina
- Dirt (1992. szeptember 29.) 4-szeres platina
- Alice In Chains (1995. november 7.) 3-szoros platina
- Black Gives Way to Blue (2009. szeptember 29.) 2-szeres arany
- The Devil Put Dinosaurs Here (2013. május 28.)

## EP-k
- We Die Young (1990. július) (csak 15000 darabszámban)
- Sap (1992. március 21.) arany
- Jar of Flies (1994. január 25.) 5-szörös platina

## Élő albumok
- Unplugged (1996. július 30.) platina
- Live (2000. december 5.) arany

## Válogatásalbumok
- Jar of Flies/Sap (1994)
- Nothing Safe: Best of the Box (1999. június 29.) platina
- Greatest Hits (2001. július 24.) arany
- The Essential Alice in Chains (2006. szeptember 5.)

## Dobozos kiadványok
- Music Bank (1999. október 26.) arany

## Videók
- Live Facelift (1991) arany
- The Nona Tapes (1995. december 12.) arany
- Unplugged (1996. július 30.) platina
- Music Bank: The Videos 1999 arany

## Kislemezek
| Év   | Szám                   | US Mainstream Rock | US Modern Rock | Album                         |
| ---- | ---------------------- | ------------------ | -------------- | ----------------------------- |
| 1990 | "We Die Young"         | -                  | -              | Facelift                      |
| 1991 | "Man in the Box"       | 18                 | -              | Facelift                      |
| 1991 | "Bleed the Freak"      | -                  | -              | Facelift                      |
| 1992 | "Sea of Sorrow"        | 27                 | -              | Facelift                      |
| 1992 | "Would?"               | 5                  | 11             | Dirt                          |
| 1992 | "Them Bones"           | 24                 | 30             | Dirt                          |
| 1992 | "Angry Chair"          | 34                 | 27             | Dirt                          |
| 1993 | "Rooster"              | 7                  | 30             | Dirt                          |
| 1993 | "Down in a Hole"       | 10                 | 10             | Dirt                          |
| 1993 | "What the Hell Have I" | 19                 | -              | Utolsó Akcióhős Filmzene      |
| 1994 | "No Excuses"           | 1                  | 3              | Jar of Flies                  |
| 1994 | "I Stay Away"          | 10                 | -              | Jar of Flies                  |
| 1994 | "Don't Follow"         | -                  | -              | Jar of Flies                  |
| 1994 | "Got Me Wrong"         | -                  | -              | Clerks Filmzene               |
| 1994 | "Whale & Wasp"         | -                  | -              | Jar of Flies                  |
| 1994 | "Grind"                | 7                  | 18             | Alice In Chains               |
| 1996 | "Heaven Beside You"    | 3                  | 6              | Alice In Chains               |
| 1996 | "Again"                | 8                  | 36             | Alice In Chains               |
| 1996 | "Over Now"             | 4                  | 24             | Unplugged                     |
| 1999 | "Get Born Again"       | 4                  | 12             | Nothing Safe: Best of the Box |
| 1999 | "Fear the Voices"      | 11                 | -              | Music Bank                    |
| 2000 | "Man in the Box (élő)" | 39                 | -              | Live                          |
| 2009 | "A Looking in View"    | 12                 | 38             | Black Gives Way to Blue       |
| 2009 | "Check My Brain"       | 1                  | 1              | Black Gives Way to Blue       |
| 2009 | "Your Decision"        | 1                  | 1              | Black Gives Way to Blue       |
| 2010 | "Lesson Learned"       | 4                  | 25             | Black Gives Way to Blue       |
| 2013 | "Hollow"               | 1                  | 23             | The Devil Put Dinosaurs Here  |
| 2013 | "Stone"                | 3                  | -              | The Devil Put Dinosaurs Here  |

## Videóklipek
| Év   | Cím                         | Rendező                      |
| ---- | --------------------------- | ---------------------------- |
| 1989 | "Killing Yourself" (élő)    | Bill Bored                   |
| 1990 | "We Die Young" (1. verzió)  | The Art Institute of Seattle |
| 1990 | "We Die Young" (2. verzió)  | Rocky Schenck                |
| 1991 | "Sea of Sorrow" (1. verzió) | Paul Rachman                 |
| 1991 | "Man in the Box"            | Paul Rachman                 |
| 1991 | "Sea of Sorrow" (2. verzió) | Martyn Atkins                |
| 1992 | "Would?"                    | Cameron Crowe Josh Taft      |
| 1992 | "Them Bones"                | Rocky Schenck                |
| 1992 | "Angry Chair"               | Matt Mahurin                 |
| 1993 | "Rooster"                   | Mark Pellington              |
| 1993 | "What the Hell Have I?"     | Rocky Schenck                |
| 1993 | "Down in a Hole"            | Nigel Dick                   |
| 1994 | "No Excuses"                | Matt Mahurin                 |
| 1994 | "I Stay Away"               | Nick Donkin                  |
| 1995 | "Grind"                     | Rocky Schenck                |
| 1996 | "Heaven Beside You"         | Frank W. Ockenfels III       |
| 1996 | "Again"                     | George Vale Layne Staley     |
| 1999 | "Get Born Again"            | Paul Fedor                   |
| 2009 | "A Looking in View"         | Stephen Schuster             |
| 2009 | "Check My Brain"            | Alexandre Courtes            |
| 2009 | "Your Decision"             | Stephen Schuster             |
| 2010 | "Lesson Learned"            | Paul Matthaeus               |
| 2010 | "Acid Bubble"               | Nick Goso                    |
| 2013 | "Hollow"                    | Roboshobo                    |
| 2013 | "Stone"                     |                              |

## Filmzenék
| Év   | Dal                                          | Album                                                   | Megjegyzések                                     |
| ---- | -------------------------------------------- | ------------------------------------------------------- | ------------------------------------------------ |
| 1992 | "Would?"                                     | Singles filmzene                                        | Később rákerült a Dirt című lemezre.             |
| 1993 | "What the Hell Have I?" és "A Little Bitter" | Az utolsó akcióhős filmzene                             | Ezek később szerepeltek a Music Bank kiadványon. |
| 1994 | "Them Bones"                                 | Street Fighter II: The Animated Movie filmzene          | Eredetileg a Dirt című lemezen volt.             |
| 1995 | "Got Me Wrong"                               | Shop-stop filmzene                                      | Eredetileg a Sap című lemezen volt.              |
| 2004 | "Them Bones"                                 | Riding Giants filmzene és Grand Theft Auto: San Andreas | Eredetileg a Dirt című lemezen volt.             |
| 2009 | "Rooster"                                    | Terminátor: Megváltás filmzene                          | Eredetileg a Dirt című lemezen volt.             |